# Giandomenico Basso
Giandomenico Basso (15 de septiembre de 1973, Montebelluna, Italia) es un piloto de rally italiano que ha competido en el Campeonato de Italia de Rally y debutó en el Campeonato Mundial de Rally en 1998 en el Rally de San Remo. Posteriormente participó en el Campeonato Mundial de Rally Junior, quedando quinto en 2001 y cuarto en 2002. Ha sido campeón del Intercontinental Rally Challenge y del Campeonato Europeo de Rally en 2006 con un Abarth Grande Punto S2000.

Actualmente compite en el IRC.

## Trayectoria
Después de competir en karting en 1981, Basso ha estado desde 1994, pilotando coches de la marca italiana Fiat a lo largo de su carrera en el rally. Hizo su debut en el Campeonato Mundial de Rallyes en el Rally de San Remo en el 1998, en un Fiat Seicento. En 2001 y 2002 compitió en pruebas del WRC en el Campeonato del Mundo Júnior en un Fiat Punto S1600, terminando quinto en 2001 y cuarto en 2002. En 2006, Basso ganó el desafío inaugural del Intercontinental Rally Challenge y el Campeonato Europeo de Rally en un Fiat Grande Punto S2000 de Abarth. En 2007 ganó el Campeonato de Italia de Rally. En 2009 volvió a ganar el Campeonato Europeo de Rally, conduciendo un Abarth Grande Punto S2000.
Basso solía ser copilotado por Flavio Guglielmini, que murió en un accidente en el Campeonato Europeo de Rally, en el Rally de Bulgaria en julio de 2009 como copiloto de Brian Lavio, piloto suizo. Basso también ha sido copilotado por Luigi Pirollo y en la actualidad por Mitia Dotta.

## Palmarés

### Títulos
| Temporada | Campeonato                                                   | Coche                     |
| --------- | ------------------------------------------------------------ | ------------------------- |
| 2006      | Intercontinental Rally Challenge Campeonato Europeo de Rally | Abarth Grande Punto S2000 |
| 2007      | Campeonato Italiano de Rallyes                               | Abarth Grande Punto S2000 |
| 2009      | Campeonato Europeo de Rally                                  | Abarth Grande Punto S2000 |

### Resultados IRC
| Año  | Equipo             | Automóvil                 | 1       | 2     | 3       | 4       | 5      | 6       | 7       | 8     | 9     | Posic. | Puntos |
| ---- | ------------------ | ------------------------- | ------- | ----- | ------- | ------- | ------ | ------- | ------- | ----- | ----- | ------ | ------ |
| 2006 | Giandomenico Basso | Abarth Grande Punto S2000 | ZUL     | YPR 1 | MAD 1   | SAN     |        |         |         |       |       | 1.º    | 20     |
| 2007 | Abarth & Co. SpA   | Abarth Grande Punto S2000 | KEN     | FIA   | YPR     | RUS     | MAD 1  | BCZ     | SAN 2   | VAL   | CHI   | 5.º    | 18     |
| 2008 | Abarth & Co. SpA   | Abarth Grande Punto S2000 | TUR Ret | POR 4 | BEL 6   | RUS 3   | POR 2  | CZE Ret | ESP 1   | ITA 1 | SUI 5 | 3.º    | 46     |
| 2009 | Abarth & Co. SpA   | Abarth Grande Punto S2000 | MON 5   | BRA 3 | POR Ret | BEL 8   | RUS 3  | POR 1   | CZE Ret | ESP 8 |       | 5.º    | 28     |
| 2010 | Abarth & Co. SpA   | Abarth Grande Punto S2000 | ITA 7   |       |         |         |        |         |         |       |       | 36.º   | 2      |
| 2011 | Giandomenico Basso | Peugeot 207 S2000         | MON 9   |       |         |         |        |         |         |       |       | 31.º   | 5      |
| 2011 | Proton Motorsport  | Proton Satria Neo S2000   |         | CAN 9 | YAL Ret | YPR Ret | ZLI 13 | MEC Ret | SAN 10  |       |       | 31.º   | 5      |

### Campeonato Mundial de Rally
| Año   | Equipo            | Vehículo                | 1       | 2   | 3   | 4   | 5   | 6   | 7   | 8   | 9   | 10  | 11  | 12  | 13  | Posic. | Puntos |
| ----- | ----------------- | ----------------------- | ------- | --- | --- | --- | --- | --- | --- | --- | --- | --- | --- | --- | --- | ------ | ------ |
| 2012* | Proton Motorsport | Proton Satria Neo S2000 | MON Ret | SWE | MEX | POR | ARG | GRE | NZL | FIN | DEU | GBR | FRA | ITA | ESP | -      | 0      |